# Saltons Brook
De Saltons Brook is een 4,5 km lange waterloop in de Canadese provincie Newfoundland en Labrador. Hij bevindt zich in het oosten van het eiland Newfoundland en ligt volledig in het Nationaal Park Terra Nova.

## Verloop
De Saltons Brook vindt zijn oorsprong bij de top van een naamloze heuvel op 90 m boven zeeniveau. De beek baant zich van daaruit een weg doorheen een vrij drassig en heuvelachtig bosgebied binnen het nationaal park. Hij gaat eerst ruim anderhalve kilometer oostwaarts, om daarna ruim een kilometer zuidwaarts te gaan.
Iets minder dan anderhalve kilometer voor zijn monding wordt de Saltons Brook aangevuld door een andere beek. Op datzelfde punt draait de beek naar het oosten toe en gaat hij onderdoor de Trans-Canada Highway (NL-1). De laatste 500 m van de Saltons Brook bevinden zich in een vlakte, waardoor hij plots omvormt van een smalle beek tot een ruim 60 m brede rivier. Na in totaal 4,5 km mondt de Saltons Brook uit in de Newman Sound, een grote zeearm van de Bonavista Bay.

## Faciliteiten
Aan de monding van de Saltons Brook bevindt zich het bezoekerscentrum van het Nationaal Park Terra Nova. Er is nabij die plek ook een houten wandelbrug gebouwd, dewelke het beginpunt vormt voor de Coastal Trail, een 9,5 km lange wandelroute.
Het nationaal park is door de Royal Astronomical Society of Canada erkend als een dark-sky preserve met de benedenloop van de Saltons Brook als een van de officieel aangeduide nachthemelobservatieplaatsen.

## Galerij

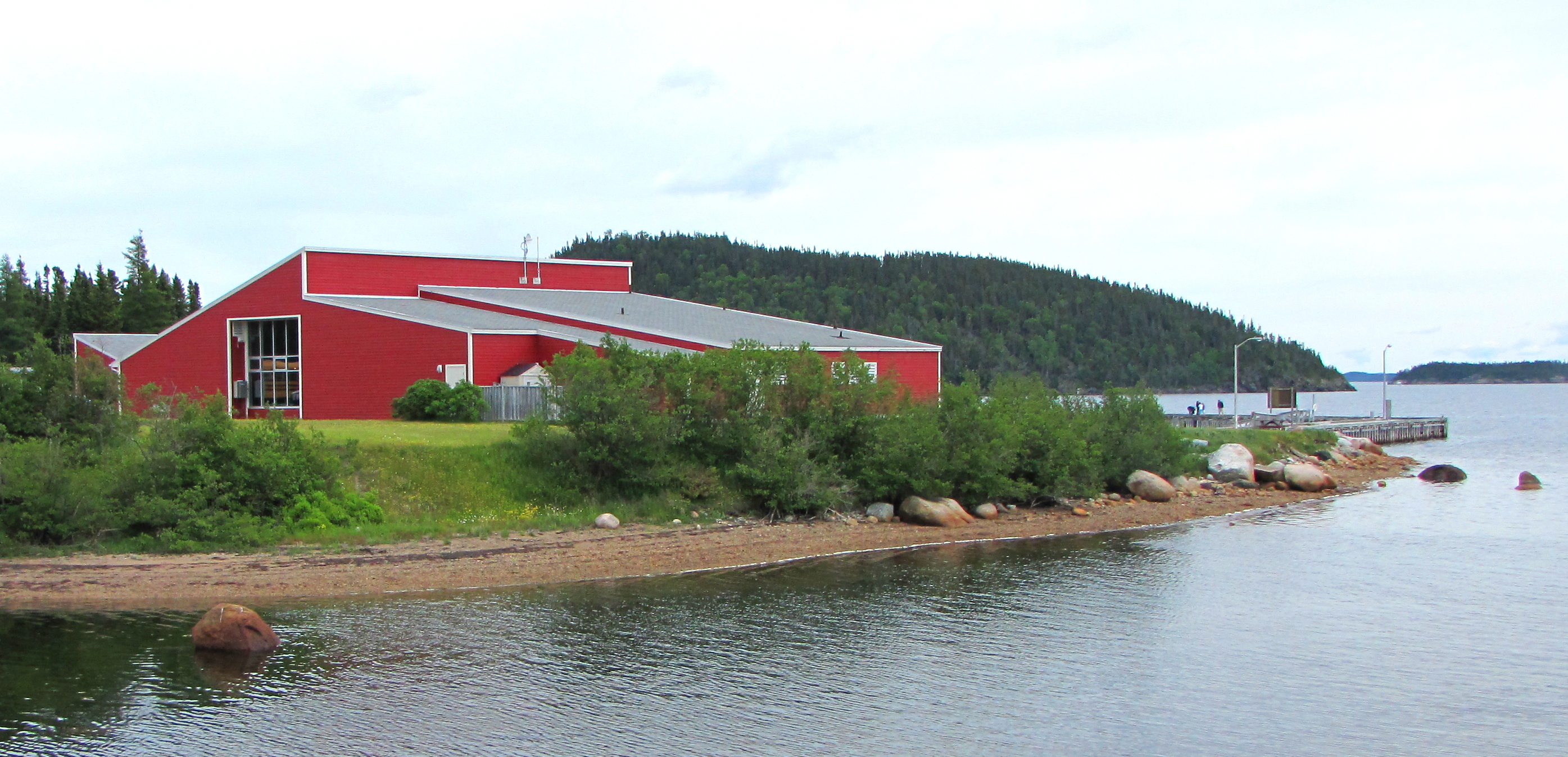
De monding van de Saltons Brook in de Newman Sound, met aan de overkant het bezoekerscentrum
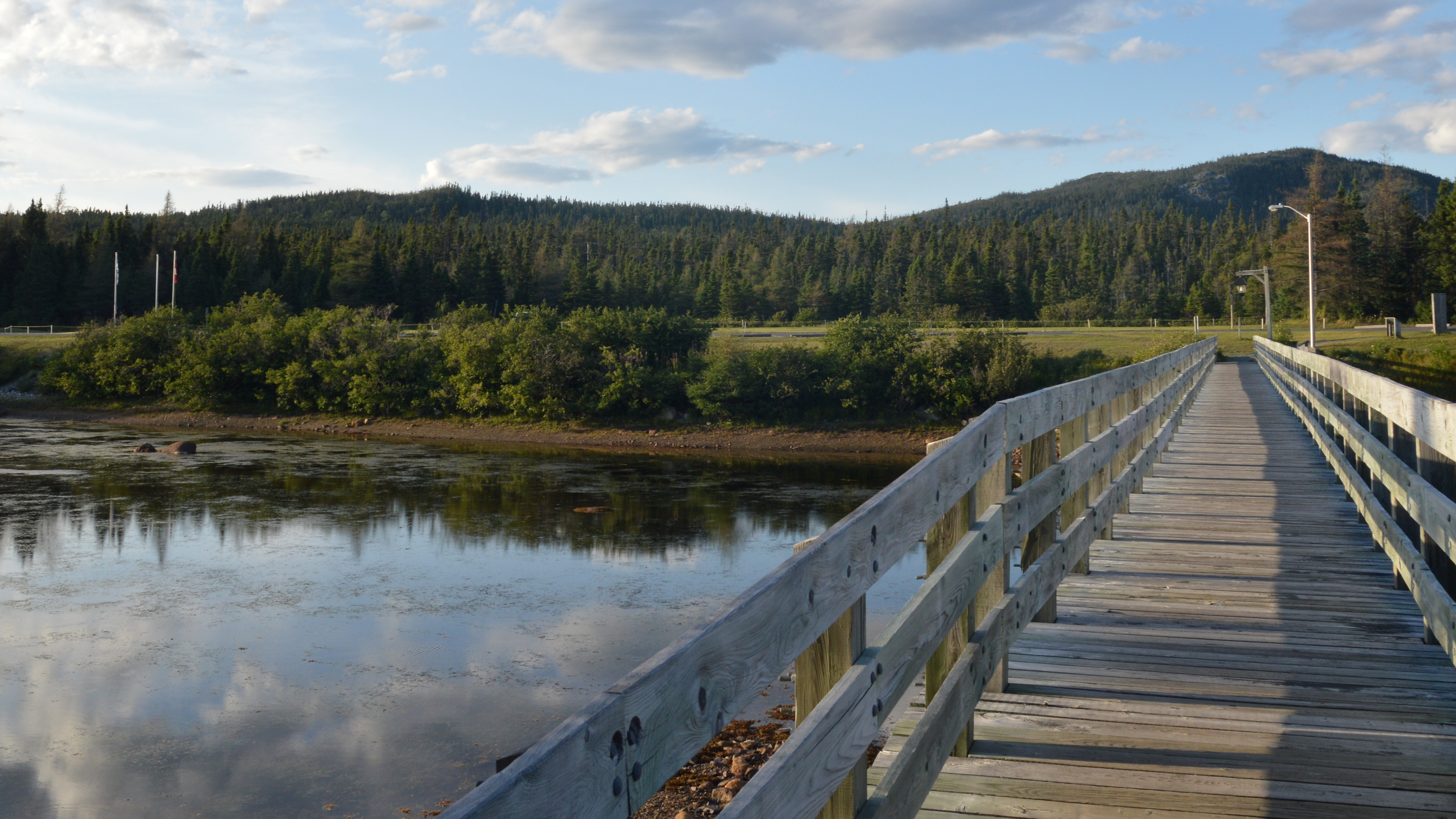
Houten wandelbrug over de benedenloop van het riviertje